# Клеманти, Пьер
Пьер Клеманти́ (фр. Pierre Clémenti; 28 сентября 1942[…], Париж — 27 декабря 1999, Париж) — французский актёр, режиссёр, оператор, продюсер, композитор, писатель.

## Биография
Начинал актёрскую карьеру в театре. Первая небольшая роль в кино — в фильме 1960 года «Собачий пикник» (фр. Chien de pique) Ива Аллегре.
В июне 1971 года по подозрению в хранении и употреблении наркотиков он был арестован и заключён в тюрьму Реджина Чели в Риме. Там он провёл 17 месяцев и был освобожден за недостаточностью улик. В 1973 году он опубликовал об этом книгу «Некоторые личные послания» (фр. Quelques messages personnels).
Исполнил роль одного из персонажей (Адриен Жоссель) в сериале «Расследования комиссара Мегрэ» (1981, «Признание Мегрэ»).
Снял несколько независимых фильмов.
Скончался от рака печени. Похоронен на кладбище коммуны Суси (департамент Йонна).

## Личная жизнь
Был дважды женат. Первая супруга — Маргарет Клеманти. Вторая — Надин Херманд. В каждом браке у актёра было по ребёнку.

## Избранная фильмография
- 1963 — Леопард / Il Gattopardo — Франческо Паоло Салина
- 1967 — Дневная красавица / Belle de jour — Марсель
- 1968 — Бенжамен, или Дневник девственника / Benjamin ou les Mémoires d’un puceau — Бенжамен
- 1968 — Партнёр / Partner — Джакобе
- 1969 — Млечный Путь / La Voie lactée — ангел смерти
- 1969 — Свинарник / Porcile — молодой каннибал
- 1970 — Каннибалы / I cannibali — Тиресия
- 1970 — Конформист / Il conformista — Лино Семинара, шофёр
- 1970 — Пацифистка / La pacifista — Микеле
- 1974 — Сладкий фильм / Sweet Movie — матрос с «Потёмкина»
- 1974 — Степной волк / Steppenwolf — Пабло
- 1978 — Маленькие губки / Piccole labbra — Пауль
- 1978 — Песнь о Роланде / La Chanson de Roland — Оливье / клерк
- 1981 — Квартет / Quartet — Тео, порнограф
- 1981 — Северный мост / Le Pont du Nord — Жюльен
- 1984 — Облава / Canicule — Змей
- 1989 — Австрийка / L’Autrichienne — Жак-Рене Эбер
- 1989 — Трудно быть богом / Es ist nicht leicht um Gott zu sein — король